# Скотт Шеффілд
Скотт Шеффілд (20 жовтня 1973) — американський математик, який працює в галузі теорії ймовірностей.

## Життєпис
Шеффілд отримав ступінь бакалавра математики в Гарвардському університеті в 1998 році та отримав ступінь доктора в Стенфордському університеті в 2003 році під керівництвом Аміра Дембо (Випадкові поверхні: великі відхилення та градієнтні класифікації мір Гіббса). Потім він працював у Microsoft Research з 2002 по 2004 рік, в Каліфорнійському університеті Берклі в 2004/2005 роках, асистентом професора в 2005/2006 роках, а з 2007 року — доцентом в Інституті математичних наук Куранта Нью-Йоркського університету та в Інститут підвищення кваліфікації у 2006/2007 н.р. У 2008 році став професором Массачусетського технологічного інституту.
У 2006 році він отримав премію Ролло-Девідсона для молодих теоретиків ймовірності за свою роботу над застосуванням еволюції Шрамма-Льовнера (SLE) у просторових стохастичних моделях. Разом з Джейсоном П. Міллером він працював над геометрією Гаусових вільних полів (GFF) і знайшов вкладення різних SLE у GFF. Вони також довели еквівалентність двох моделей випадкових поверхонь (броунівські карти, квантова гравітація Ліувіля).
У 2009 році він отримав президентську нагороду за початок кар'єри для науковців, а в 2011 році премію Лоева . Він був стипендіатом Слоуна. У 2017 році він отримав премію Clay Research Award. У 2021 році Шеффілд був обраний членом Американської академії мистецтв і наук. У 2022 році прочитав пленарну лекцію на Міжнародному конгресі математиків (Що таке випадкова поверхня ?). Він отримав премію Леонарда Айзенбуда за 2023 рік.
Він працював, зокрема, з Річардом Кеньйоном, Одедом Шраммом, Грегорі Ф. Лоулером, Ювалем Пересом та володарями медалі Філдса Андрієм Окуньковим і Венделіном Вернером.